# 제로게임
제로게임은 작가 즐바센이 2016년 4월 4일부터 네이버 웹툰에 연재하고 있는 웹툰이다. 2015년 네이버 최강자전 우승작이다.

## 등장인물(유저)
- 유한라-카피얼(H)

- 백신우-일렉트로닉 마스터(A)

- 진나비-블러디(S)

- 콜트 파이슨(이은총)-건마스터(SS)

- 백산-쉐도우(SSS)

- 크리스-익스플로전(SS)

- 앨리스-샤프(A)

- 박진수-광전사(S)

- 예지-부활(B) > 공간이동(S)

- 루이스(백산)-쉐도우(SSS)

- 늘보미(사망)-추적(D)

- 인제이(사망)-마인드컨트롤(SS)

- 박진수-광전사(S)

- 춰 가이-디버프(A)

- 샤오화-영 능력(B)

- 룩-시각지배(B)

- 최채주(사망)

- 이지민-식물조종(S)

- 이지운-인형극(S)

- 주파란-중력장(S)

- 유성운(사망)

- 나사랑(사망)

- 이윤-블레이드(A)

- 이연-치유(S)

- 강우진-신체강화(B)

- 김장미(사망)-공간구현화(H)

- 박진아(사망)체술(S)

- 이요한(사망)-기(A)

- 진달래(사망)

- 이한강-워터마스터(SSS)

- 지영원-스피드(B)

- 레임-공상(아마도)(?)

- 라임-공상(아마도)(이미 사망이나, 레임의 능력으로 구현됐음.)

- 구철수-취권(A)

- 노후선-체인(S)

- 창 리엔-마비(A)

- 하수정(백신우의 엄마)

- 선아

- 엑스트라1(사망)

- 엑스트라2(사망)

- 우승언-공간구현화(H)

- 레인-스토리텔러(H)

- 서도랑-아이스(S)

- 리나-포이즌(A)

- 팬지-저주(S)

- 헤리-네크로맨서(S)

- 유자연-웨폰마스터(S)

- 수연서(사망)

## 등장인물(NPC)
- 러브미(나사랑:유한라의 엄마, 전 운영자)
- 제로(유성운:유한라의 아빠, 운영자.)
- 노이즈(1단계 NPC, 시스템)

-노크(1단계 보조 NPC.)
-노라(1단계 게임 2교시 NPC, 소멸)
- 미카엘라(박하얀):이요한의 아내, 전 2단계 NPC. 현재 2단계 보조 NPC, 루시퍼.)

-아라크네(거미몬스터)
-미카엘(이요한:미카엘라의 남편, 현 2단계 NPC.)
-미카(배신자)
+ 우는인형,루시퍼인형.
- 리타(진달래:진나비의 동생,3단계 NPC.)

-베리 아서(소멸.)
-글로리아(베리 아서의 아내.)
-이클립스(글로리아의 아들.)
-크레센트(글로리아의 딸.)
-브리지크(글로리아의 둘째 아들.)
-트와일라잇(여왕의 애완 거미.)
-아렉스(메인 NPC 교육 담당.)
-네트아크(유한라의 담당 NPC.)
-모래상어
- 페이커(4단계 NPC.)

-주한(페이커의 애완견.)
- 본즈(5단계 NPC.)
- 우로보로스(6단계 NPC.)